# Fiscal (Amares)
Fiscal is een plaats (freguesia) in de Portugese gemeente Amares en telt 638 inwoners (2001).

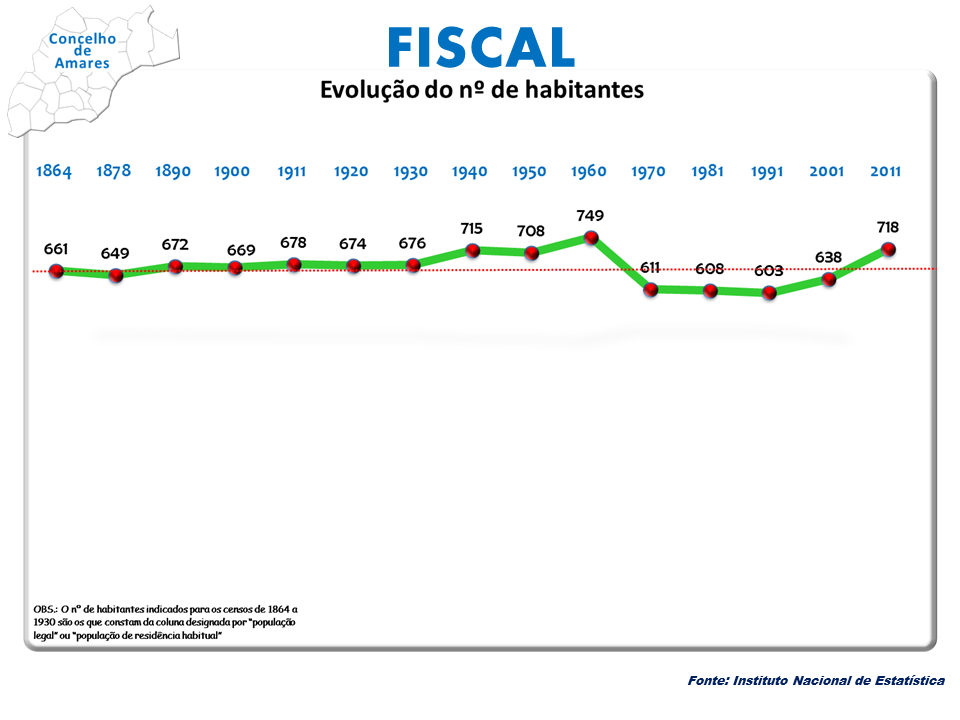
Bevolkingsontwikkeling tussen 1864 en 2011